# 巴爾古津山脈
巴爾古津山脈是俄羅斯布里亞特共和國的山脈，位於貝加爾湖東北岸，全長280公里，最高點海拔2,840米，西坡有松樹、落葉松，雲杉和松樹針葉林，西南面是巴爾古津河谷。
54°42′N 110°24′E / 54.700°N 110.400°E